# Classe Königsberg (1905)
Cet article concerne la première classe de croiseurs légers de ce nom. Pour les autres classes Königsberg, voir classe Königsberg.
La classe Königsberg (ou classe Nurnberg) fut une classe de quatre croiseurs légers de 2e classe de période Dreadnought, conçue en 1903-1904 et construite en 1905-1907 pour la Kaiserliche Marine.

Les unités portent des noms de villes allemandes et participèrent aux combats de la Première Guerre mondiale.

## Conception
Cette classe était une amélioration de la classe précédente (classe Bremen).

### Conversion
Le SMS Stuttgart fut reconverti en petit porte-hydravions en 1918. Il emportait 3 hydravions catapultés et récupérés par treuil.

## Les unités de la classe
| Nom            | Chantier naval              | Quille  | Lancement         | Mis en service   | Fin de carrière            | Photo |
| -------------- | --------------------------- | ------- | ----------------- | ---------------- | -------------------------- | ----- |
| SMS Königsberg | Kaiserliche Werft de Kiel   | en 1905 | 12 décembre 1905  | 6 avril 1907     | sabordé le 11 juillet 1915 |       |
| SMS Nürnberg   | Kaiserliche Werft de Kiel   | en 1906 | 29 août 1906      | 10 avril 1907    | coulé le 8 décembre 1914   |       |
| SMS Stuttgart  | Kaiserliche Werft de Danzig | en 1905 | 22 septembre 1906 | 1er février 1908 | reddition le 21 juin 1919  |       |
| SMS Stettin    | AG Vulcan Stettin           | en 1906 | 7 mars 1907       | 29 octobre 1907  | reddition le 21 juin 1919  |       |

## Sources
- (de) Cet article est partiellement ou en totalité issu de l’article de Wikipédia en allemand intitulé « Königsberg-Klasse (1905) » (voir la liste des auteurs).